# Mac Van Valkenburg
Mac Elwyn Van Valkenburg (Utah, 5 de outubro de 1921 – Orem, 19 de março de 1997) foi um engenheiro eletricista estadunidense. Autor de sete livros texto e diversas publicações científicas.

## Formação
Graduado pela Universidade de Utah em 1943 com um bacharelado em engenharia elétrica, com um [mestrado]] em engenharia elétrica no Instituto de Tecnologia de Massachusetts em 1946, e um PhD em engenharia elétrica na Universidade Stanford em 1952, orientado por Oswald Garrison Villard Jr..

## Carreira
Van Valkenburg foi professor da Universidade de Illinois em Urbana-Champaign (UIUC) em 1955-1966, sendo então professor da Universidade de Princeton, chefe do Departamento de Engenharia Elétrica até 1974. Retornou então para a UIUC. 

## Prêmios e associações
- Membro da Academia Nacional de Engenharia dos Estados Unidos
- Medalha Lamme, a mais elevada honraria da American Society for Engineering Education
- IEEE Centennial Medal em 1984[1]
- Prêmio George Westinghouse ASEE (1963)[2]
- Medalha James H. Mulligan Jr. IEEE de Educação (1972)

Dentre seus alunos de Ph.D. constam:
- Leon Ong Chua (pesquisador do IEEE e professor do Departamento de Engenharia Elétrica e Ciência da Computação da Universidade da Califórnia em Berkeley, considerado o pai da teoria não-linear dos circuitos e das redes neurais celulares)
- Prof. VGK Murthi ((professor e decano do Instituto Indiano de Tecnologia de Madras, Índia)
- Franklin Kuo (professor da Universidade do Havaí), que foi instrumental no desenvolvimento do Aloha protocol
- Seifollah Louis Hakimi (matemático da Northwestern University)
- Shlomo Karni (professor da Universidade do Novo México, decano fundador da engenharia na Universidade de Tel Aviv)
- Steven Sample (presidente da Universidade do Sul da Califórnia)